# Дэй, Роберт (антиквар)
Роберт Дэй (англ. Robert Day; 1836, Ирландия — 1914) — ирландский антиквар и фотограф, собравший коллекцию ирландских древностей и оставивший большое число фотографий с видами города Корка. города Корка рубежа XIX-го—XX-го веков.

## Биография
Роберт Дэй был настойчивым собирателем антиквариата, постоянно занятым поисками новых экспонатов своей коллекции. Он участвовал в хорошо поставленном семейном деле по производству шорных изделий включающем спортивный магазин, хорошо известный среди любителей рыбной ловли Корка. Семейство Скоттов, из которого происходила его жена Ребекка, владело обширным скобяным бизнесом на Кинг Стрит (теперь McCurtain). Они жили на Миртл Хилл на окраине Корка до 1906, затем на Патрикс Хилл.
Он был президентом Исторического и археологическое общества Корка с 1894 по 1914. Собрал огромную коллекцию древностей Ирландии. Эта коллекция была представлена на аукционе 1915 года и её части легли в основу ирландских разделов археологических коллекций Джона Ханта (Музей Хант, Лимерик), Бирмингемского Археологического общества, Ольстерский музей (англ.) и Национального музея Ирландии, Дублин. Отдел Археологии Колледжа Университета Корка старается прослеживать дальнейшее движение экспонатов коллекции Роберта Дэя, разошедшихся с этого аукциона.

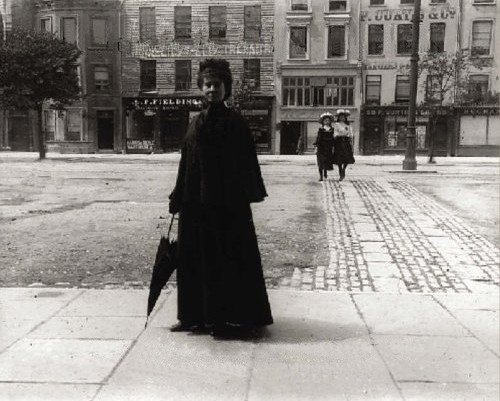
Вид города Корк, Ирландия. Фото Роберта Дэя.
Снимок использован в оформлении книги «Забытый Корк» (2004)

Роберт Дэй был фотографом-любителем. Самые ранние из его фотографий датированы 1860-ми годами; он продолжал снимать до самой смерти. Снимки хорошо передают атмосферу эпохи и содержат различные виды Корка, ныне по разным причинам не существующие. Сегодня эти снимки — часть собрания Дэя, в котором есть фотографии его сына Уильяма («Вилли») Дэя Тоттенема (1874—1965) и внука Алека (1902—1980). Другим его внуком был известный писатель, художник, мастер ксилографии Роберт Гиббингс (1889—1958).